# Ивасаки, Ёсими
Ёсими Ивасаки (яп. 岩崎 良美 Ивасаки Ёсими, род. 15 июня 1961 года, Кото, Токио, Япония) — японская певица и актриса.
Самые известные хиты певицы — «Прохладный ветер» (涼風), «Я так думаю» (I THINK SO), «Касание» (タッチ), «Одинокая любовь» (愛がひとりぼっち), «Юность» (青春), «Люби меня, мон амур» (愛してモナムール) и другие.
Она известна как исполнитель большинства тематических песен аниме-сериала «Touch».
Её старшая сестра — известная певица Хироми Ивасаки.

## Биография
Ёсими Ивасаки родилась 15 июня 1961 года в семье продавца оборудования для обработки дерева. 
Она самая младшая из трёх дочерей.

После поступления в школу Сэйдзё Гакуэн, она, как и её старшая сестра Хироми Ивасаки, начала брать уроки пения у преподавателя Тоси Мацуда (松田トシ). В дополнение к пению она занималась кэндо, теннисом  и верховой ездой, 
так как её отец поощрял своих детей к занятиям спортом.
После успеха её старшей сестры как певицы, ей тоже захотелось выступать на сцене. В конце 1970-х годов она уже играла в театре и телевизионных дорамах, но, несмотря на это, ей хотелось петь. Незадолго до окончания Старшей школы Хорикоси она подписала 
контракт с лейблом Pony Canyon.
Ёсими Ивасаки дебютировала 21 февраля 1980 года с песней «Красное и Черное» (赤と黒 Aka to kuro). Песня была хорошо принята слушателями, и они отметили ее хорошие вокальные данные. В том же году она впервые выступила на Токийском музыкальном фестивале.
Следующий сингл «Прохладный ветер» (涼風 Suzukaze) занял 10-е место в музыкальной программе "The Best Ten" 
("Лучшая 10-ка") на телеканале TBS, и удерживал свою позицию в течение двух недель. 
Также она получила награду как "Лучший новый артист" на 6-й церемонии Музыкального фестиваля Nippon Television.
В канун Нового года Ёсими Ивасаки пригласили выступить на музыкальном шоу Кохаку ута гассэн. 
Её старшая сестра Хироми, с момента своего дебюта в 1975 году, была постоянной участницей этого конкурса.
В конце 1980 года Ёсими Ивасаки выступила на 31-м конкурсе Кохаку ута гассэн с песней «Манон твоего цвета» (あなた色のマノン Anata iro no Manon). 
Её старшая сестра Хироми всячески её поддерживала. Тремя девушками в зеленых платьях, стоявшими за Ёсими и обеспечивавшими ей бэк-вокал во время исполнения песни, 
были певицы: Саюри Исикава (石川さゆり), Икуэ Сакакибара (榊原郁恵) и Мако Исино (石野真子).

Зрители были очень рады видеть двух сестер вместе. Песня «Манон твоего цвета» достигла 22-го места в хит-параде Орикон
и выиграла ей награду в категории "Лучший новый артист" на 22-й церемонии Japan Record Awards в том же году.
В 1982 году Ёсими Ивасаки снова участвует в Токийском музыкальном фестивале, на этот раз с песней «Люби меня, мон амур» (愛してモナムール Aishite mon amour), и завоёвывает награды в двух номинациях.
С 1984 года Ёсими Ивасаки стала активно сниматься в дорамах. В частности, в том же году она появилась в дорамах Таити Ямады «Аромат ночи» (真夜中の匂い) и «Школьные войны» (スクール☆ウォーズ).
К концу 1984 года в её певческой карьере наступает некоторый спад. Её синглы начинают занимать всё более далекие места в чартах Орикон. Её новый сингл, выпущенный в 1984 году, занял только 94-е место. 

Но 1985 год принёс ей новую надежду, когда её выбрали в качестве актера дубляжа и 
главного исполнителя песен к аниме-сериалу «Touch». Это помогло её карьере снова подняться.
В 1985 году её 20-й сингл «Касание» (タッチ Tatchi) стал главным хитом года, и завоевал Золотой приз на 27-й церемонии Japan Record Award. Написанный на слова Тинфа Кана (康珍化) и музыку Хироаки Сэридзава (芹沢廣明), сингл «Касание», после выхода в марте 1985 года, 
достиг 12-го места в чарте Орикон и вышел на 39-е место по итогам года.
В 1986 году песня «Юность» (青春 Seishun) была выбрана для исполнения во время парада участников Национального турнира по бейсболу среди старших школ.
Этот успех подарил ей возможность оказаться в топ 10-ке песен со своим вторым синглом из аниме «Touch» —  «Одинокая любовь» (愛がひとりぼっち Ai ga hitoribotchi). После того, как работа над аниме «Touch» закончилась, она получила много приглашений участвовать в телевизионных дорамах.
С конца 1980-х она берет паузу в пении и в основном работает в театре.
В 1994 году она сыграла в пьесе Уильяма Шекспира «Венецианский купец».
В 1999 году, через 10 лет, она возвращается к пению, исполняя в основном свои оригинальные 
или французские поп-песни.
С 2002 года она исполнила несколько песен в дуэте со своей старшей сестрой Хироми Ивасаки для серии её кавер-альбомов «Dear Friends». Также с 2002 года, на протяжении 9 лет, она играла секретаршу Грейс Фаррелл в японской версии мюзикла «Энни».
В 2006 году Ёсими Ивасаки озвучила рассказчика и спела тематическую песню для аниме «Обезьянка Джордж» (おさるのジョージ Osaru no Jōji), транслировавшемся на канале NHK E. Это японская дублированная версия американского аниме-сериала «Curious George» («Любопытный Джордж»).
В 2008 году она провела первый официальный совместный концерт 
со своей сестрой Хироми Ивасаки, который назывался "Precious Night" ("Драгоценный вечер").
Помимо пения и игрой в сериалах и мюзиклах, она также работает ведущей многих программ на телевидении и радио.
В сентябре 2016 года был выпущен акустический альбом «My Life», некоторые песни которого были исполнены на французском языке.

## Личная жизнь
В октябре 2011 года Ёсими Ивасаки  вышла замуж за врача, работающего в Университетской больнице Токио. 
Он старше её на три года. Они познакомились через общих знакомых.

## Дискография

### Синглы
| №  | Название | Дата выпуска |
| -- | --- | ------------ |
| 1  | «赤と黒» — «Красное и Черное» (Aka to kuro) Песня исполнена на 9-м Токийском музыкальном фестивале                                                                                           | 21.02.1980   |
| 2  | «涼風» — «Прохладный ветер» (Suzukaze) Главная песня рекламы парфюмерии "SHISEIDO Shower Cologne"                                                                                            | 21.05.1980   |
| 3  | «あなた色のマノン» — «Манон твоего цвета» (Anata iro no Manon) Песня исполнена на конкурсе Кохаку ута гассэн Награда в категории "Лучший новый артист" на 22-й церемонии Japan Record Awards | 21.08.1980   |
| 4  | «I THINK SO» — «Я так думаю» Главная песня рекламы часов Orient | 21.12.1980   |
| 5  | «四季» — «Времена года» (Shiki) | 21.03.1981   |
| 6  | «LA WOMAN» — «Женщина» | 05.06.1981   |
| 7  | «ごめんねDarling» — «Прости, дорогой» (Gomen ne darling) | 05.09.1981   |
| 8  | «愛してモナムール» — «Люби меня, мон амур» (Aishite mon amour) Награда на 11-м Токийском музыкальном фестивале                                                                               | 21.01.1982   |
| 9  | «どきどき旅行» — «Увлекательная поездка» (Dokidoki ryokō) | 21.04.1982   |
| 10 | «マルガリータガール» — «Девушка Маргарита» (Margarita girl) | 21.07.1982   |
| 11 | «化粧なんて似合わない» — «Косметика мне не идет» (Keshō nante niawanai) | 05.10.1982   |
| 12 | «恋ほど素敵なショーはない» — «Нет лучше шоу чем любовь» (Koi hodo suteki na show wa nai) Главная песня рекламы соевого молока компании Nisshin OilliO (日清製油)                             | 21.01.1983   |
| 13 | «ラストダンスには早過ぎる» — «Слишком рано для последнего танца» (Rasuto dansu ni wa hayasugiru)                                                                                             | 21.04.1983   |
| 14 | «月の浜辺» — «Лунный берег» (Tsuki no hamabe) Кавер-версия песни «Пляж Мая Мая» («マヤマヤ ビーチ») из альбома "CHINA ROSE" певицы Юко Канаи (金井夕子)                                      | 21.07.1983   |
| 15 | «オシャレにKiss me» — «Поцелуй меня модно» (Oshare ni kiss me) | 21.10.1983   |
| 16 | «プリテンダー» — «Притворщик» (Puritenda) Главная песня рекламы соевого молока компании Nisshin OilliO (日清製油)                                                                            | 05.01.1984   |
| 17 | «愛はどこに行ったの» — «Куда ушла наша любовь?» (Ai wa doko ni itta no) | 21.04.1984   |
| 18 | «くちびるからサスペンス» — «Взволнованность от губ» (Kuchibiru kara sasupensu) Главная песня рекламы соевого молока компании Nisshin OilliO (日清製油)                                       | 05.07.1984   |
| 19 | «ヨコハマHeadlight» — «Ближний свет Йокогамы» (Yokohama headlight) | 21.10.1984   |
| 20 | «タッチ» — «Касание» (Touch) Тематическая песня аниме-сериала «Touch» (1 — 27 серии) | 21.03.1985   |
| 21 | «愛がひとりぼっち» — «Одинокая любовь» (Ai ga hitoribotchi) Тематическая песня аниме-сериала «Touch» (28 — 56 серии)                                                                         | 16.10.1985   |
| 22 | «チェッ!チェッ!チェッ!» — «Жуть! Жуть! Жуть!» (Che! Che! Che!) Тематическая песня аниме-сериала «Touch» (57 — 79 серии)                                                                      | 05.06.1986   |
| 23 | «情熱物語» — «История страсти» (Jōnetsu monogatari) Тематическая песня аниме-сериала «Touch» (94 — 101 серии)                                                                                | 05.02.1987   |
| 24 | «TOUCH 12inch club mix» — «Касание, 12-дюймовый клубный микс» | 21.03.1987   |
| 25 | «ONLY HE» — «Только он» Песня из японской версии рок-мюзикла «Звёздный Экспресс» | 05.08.1987   |
| 26 | «硝子のカーニバル» — «Стеклянный карнавал» (Garasu no carnival) Главная тема рекламы ювелирных украшений Camellia Diamond компании Miki Corporation                                          | 01.07.1987   |
| 27 | «Message» — «Послание» | 01.11.1998   |
| 28 | «Comme l'oiseau:鳥になって» — «Став птицей» (Comme l'oiseau: Tori ni Natte) | 10.12.2001   |
| 29 | «タッチ 21st century ver.» — «Касание, версия 21 века» (Touch 21st century ver.) | 18.04.2007   |
| 30 | «ココロの色» — «Цвет сердца» (Kokoro no iro) | 01.10.2009   |
| 31 | «涼風2012» — «Прохладный ветер 2012» (Suzukaze 2012) | 24.10.2012   |
| 32 | «ふれて風のように2012» — «Прикоснуться как ветер, 2012» (Furete kaze no yō ni 2012) | 24.10.2012   |
| 33 | «愛がひとりぼっち2012» — «Одинокая любовь 2012» (Ai ga hitoribotchi 2012) | 12.12.2012   |

### Альбомы
| №  | Название | Дата выпуска |
| -- | --- | ------------ |
| 1  | «Ring-a-Ding» — «Ринг-а-динь» | 21.07.1980   |
| 2  | «SAISONS» — «Времена года» | 21.12.1980   |
| 3  | «Weather report» — «Прогноз погоды» | 21.07.1981   |
| 4  | «心のアトリエ» — «Ателье сердца» (Kokoro no atorie) | 05.12.1981   |
| 5  | «Cecile» — «Сесиль» | 21.06.1982   |
| 6  | «唇に夢の跡» — «Следы грёз на губах» (Kuchibiru ni yume no ato) | 21.03.1983   |
| 7  | «Save me» — «Спаси меня» | 21.11.1983   |
| 8  | «Wardrobe» — «Гардероб» | 05.09.1984   |
| 9  | «half time» — «Половина времени» | 05.09.1985   |
| 10 | «タッチ» — «Касание» (Touch) | 21.11.1985   |
| 11 | «cruise» — «Плавание» | 21.07.1986   |
| 12 | «blizzard» — «Метель» | 21.11.1986   |
| 13 | «床に、シンデレラのTシャツ。» — «На полу, футболка Золушки» (Toko ni, Shinderera no ti-shatsu) | 21.11.1987   |
| 14 | «月夜にGOOD LUCK» — «Удачи в лунную ночь» (Tsukiyo ni good luck) | 21.09.1989   |
| 15 | «La confusion» — «Смущение» | 30.03.2000   |
| 16 | «Qui est-ce?» — «Кто это?» | 28.09.2002   |
| 17 | «岩崎良美ヴォーカルアルバム 赤と黒から…I» — «Ёсими Ивасаки. Вокальный альбом. С "Красного и черного".. I» (Iwasaki Yoshimi. Vocal Album. Aka to kuro kara I)                                                                | 05.12.2009   |
| 18 | «岩崎良美ヴォーカルアルバム 赤と黒から…II あなた色のマノン» — «Ёсими Ивасаки. Вокальный альбом. С "Красного и черного".. II "Манон твоего цвета"» (Iwasaki Yoshimi. Vocal Album. Aka to kuro kara II Anata iro no Manon)    | 06.10.2010   |
| 19 | «岩崎良美ヴォーカルアルバム 赤と黒から…III 愛してモナムール» — «Ёсими Ивасаки. Вокальный альбом. С "Красного и черного".. III "Люби меня, мон амур"» (Iwasaki Yoshimi. Vocal Album. Aka to kuro kara III Aishite mon amour) | 10.04.2013   |
| 20 | «月夜にGOOD LUCK +5» — «Удачи в лунную ночь +5» (Tsukiyo ni good luck +5) | 03.09.2015   |
| 21 | «My Life» — «Моя жизнь» | 03.09.2016   |

### Кавер-альбомы
1. «色彩の主人公» — «Герой в цвете» (Shikisai no shujinkō) (02.11.2011) — Bellwood Records BZCS-1084
2. «THE REBORN SONGS～シクラメン～ » — «Возродившиеся песни. Цикламен» (26.06.2013) — Tokuma Japan Communications TKCA-73886

## Роли в театре
- «Кагуя» — «かぐや» (Sunshine Theatre, 1979)
- «Маленькие женщины» — «リトル・ウィミン» (Nissay Theatre, 1985)
- «Zutsū Katakori Higuchi Ichiyō» — «頭痛肩こり樋口一葉» (Geijutsuza Theatre, 1986)
- «Haruka nari sanga. Byakkotai ibun» — «遙かなり山河 -白虎隊異聞-» (Императорский театр, Chunichi Theatre, 1987)
- «Счастье» — «幸福» (Kōfuku) (Geijutsuza Theatre, 1988)
- «Снежная страна» — «雪国» (Yukiguni) (Misono-za Theatre, 1988)
- «Забытый веер» — «忘れ扇» (Wasure Ōgi) (Meiji-za Theatre, 1989)
- «Что бы ни случилось» — «エニシング・ゴーズ» (Anything Goes) (Chunichi Theatre, 1991)
- «Театр жизни» — «人生劇場» (Jinsei gekijō) (Umeda Arts Theatre, 1992)
- «SANADA» (Kintetsu Theatre, 1992)
- «Королевство 42 района» — «42丁目のキングダム» (42 chōme no kingudamu) (Theatre Apple, 1993)
- «High Spirits» (Theatre Apple, 1993)
- «Макбет. Буря» — «マクベス・テンペスト» (The Globe Tokyo Theatre, 1993)
- «Альберт» — «アルバート» (Ginza Hakuhinkan Theatre, 1994)
- «Венецианский купец» — «ヴェニスの商人» (Sunshine Theatre, 1994)
- «Mominoki wa nokotta» — «樅の木は残った» (Meiji-za Theatre, 1994)
- «Отелло» — «オセロー» (Kinokuniya Hall, 1995)
- «Зимняя бабочка» — «冬の蝶» (Fuyu no chō) (Meiji-za Theatre, 1995)
- «Снежная страна» — «雪国» (Shinjuku Koma Theater, 1995)
- «Предельный срок мечты» — «夢のタイムリミット» (Tokyo Metropolitan Theatre, 1995)
- «Mugen nite kō» — «夢幻にて候» (Meiji-za Theatre, 1996)
- «Зимняя бабочка» — «冬の蝶» (Meitetsu Hall, 1996)
- «Пруд духов» — «夜叉ヶ池» (Yashaga ike) (Misono-za Theatre, 1996)
- «Оннасан но Мия» — «女三の宮» (Императорский театр, 1997)
- «Белые нити водопада» — «新版・滝の白糸» (Shimpan: Taki no shiraito) (Nitori Culture Hall, 1997)
- «Самурай Момотаро» — «桃太郎侍»  (Meiji-za Theatre, 1997)
- «Sachiko sassō onna shiranami. Bentenkozō ibun»— «幸子颯爽女白浪 -弁天小僧異聞-» (Shinjuku Koma Theater, 1997)
- «Невидимый мост» — «見えない橋» (Mienai hashi) (Misono-za Theater, 1998)
- «Сенная лихорадка» — «花粉熱» (Kafun netsu) (Hakuhinkan Theater, 1998)
- «Footloose» — «フットルース» (TBS Akasaka ACT Theater, 2001)
- «Королевство 42 района» — «42丁目のキングダム» (The Galaxy Theatre, 2005)
- «Второе цветение» — «帰り花» (Kaeribana) (2008 青年座劇場)
- «Энни» — «アニー» (Aoyama Gekijo Theater - Kodomo no Shiro, февраль 2002 - август 2010)

## Дорамы
- «Edo no taka. Goyōbeya hankachō» — «江戸の鷹 御用部屋犯科帖» (TV Asahi, 1978)
- «Godaika no yome» — «五代家の嫁» (NTV, 03.07.1978 - 25.12.1978)
- «Hissatsu shigotonin. Dai go wa: "Sanjū ryō de inochi ga kaeru ka?"» — «必殺仕事人 第5話「三十両で命が買えるか?」» (ABC, 15.06.1979) Осаки
- «Kinchan gekijyō. Tori kaji ippai» — «欽ちゃん劇場・とり舵いっぱーい!» (NTV, 1979)
- «Suta dasshu No.1!» — «スターダッシュNo.1!» (TBS TV, 1980) — Юкиэ Фудзивара
- «Onna taikōki» — «おんな太閤記» (NHK, 1981) — принцесса Го
- «Kiri sute gomen!» — «斬り捨て御免!» (TV Tokyo, 1981)
- «Shin: Matsudaira Ukon» — «新・松平右近» (NTV, 1983)
- «Mayonaka no nioi» — «真夜中の匂い» (Fuji TV, 1984)
- «Mokuyō golden drama» — «木曜ゴールデンドラマ» (Yomiuri TV)
  - «Ai to satsui ga sabakareru toki» — «愛と殺意が裁かれるとき» (16.02.1984)
  - «Haha vs musume, onna no tatakai» — «母VS娘、女のたたかい» (03.09.1987)
  - «Shūtome nyūmon» — «姑入門» (07.01.1988)
  - «Tsuma to eien ni ikiru» — «妻と永遠に生きる (28.03.1991)
- «School wars» — «スクール☆ウォーズ» (TBS TV, окт. 1984 - апр. 1985)
- «Getsuyō waido gekijō» — «月曜ワイド劇場» (TV Asahi)
  - «Jūnanasai hikō tsuma» — «十七歳非行妻» (11.02.1985)
  - «Joshū hanrekibo in» — «女囚犯歴簿IN» (25.11.1985)
- «Chūshingura» — «忠臣蔵» (NTV, 1985)
- «Tabi yo koi yo onnatachi yo» — «旅よ恋よ女達よ» (NHK, 05.01.1985)
- «Kankoromochi no shima de» — «かんころもちの島で» (NTV, 19.02.1985)
- «Dorama ningen moyō: Te no hira no niji» — «ドラマ人間模様 てのひらの虹» (NHK, 1986)
- «Kayō sasupensu gekijō» — «火曜サスペンス劇場» (NTV)
  - «1986 nen rokugatsu no hanayome series 3: "Wedding bell"» — «1986年六月の花嫁シリーズ3「ウエディングベル」» (июнь 1986)
  - «Imōto no aishita otoko» — «妹の愛した男» (май 1988)
  - «Asami Mitsuhiko mystery 4: "Minoji satsujin jiken"» — «浅見光彦ミステリー4 「美濃路殺人事件」» (1988)
  - «Asamoya no naka ni machi ga kieru» — «朝もやの中に街が消える» (1991)
- «Nenmatsu jidaigeki special. Byakkotai» — «年末時代劇スペシャル 白虎隊»  (NTV, 1986) — Такэко Накано
- «Kayō supa waido: Sazaesan tabi aruki» — «火曜スーパーワイド 「サザエさん旅あるき」» (TV Asahi, 1988) — Эми Фукуда
- «The school cop» — «ザ・スクールコップ» (Fuji TV, 1988) — Маюми Тиба
- «Abarenbō Shōgun III. Dai 38 wa "Samayou no kijo no men» — «暴れん坊将軍III 第38話「さまよう鬼女の面」» (ANB, Toei, 1988) — Сацуки
- «Getsuyo: onna no sasupensu» — «月曜・女のサスペンス» (TX)
  - «Yamanotesen satsujin jiken» — «山手線殺人事件» (25.04.1988)
  - «Aijin misaki» — «愛人岬» (20.02.1989)
  - «Kodoku na asphalt» — «孤独なアスファルト» (21.08.1989)
  - «Kiri no misaki» — «霧の岬» (16.04.1990)
  - «Ai to kanashimi no satsui» — «愛と哀しみの殺意» (19.11.1990)
  - «Ai ga kowareru toki» — «愛がこわれる時» (04.11.1991)
  - «Mo no utage» — «喪の宴» (09.03.1992)
- «Shōnyūdō no shibijin» — «鍾乳洞の死美人» (ANB, 22.07.1989)
- «Otoko to onna no mystery: Saiaku no chance» — «男と女のミステリー 「最悪のチャンス」» (Fuji TV, 15.12.1989)
- «Tsuma soshite onna series: How to kekkon» — «妻そして女シリーズ 「HOW TO結婚」» (MBS TV, 1989)
- «Asa no renzoku dorama: Hanashinju» — «朝の連続ドラマ 花真珠» (Yomiuri TV, апр.-сент. 1990)
- «Sengokuranse no Abarenbō. Saitō Dōsan dotō no tenkatori» — «戦国乱世の暴れん坊 齋藤道三 怒涛の天下取り» (TV Asahi, 03.01.1991)
- «Shitsuroku hanzaishi series: Kimu no sensō. Raifuru ma satsujin jiken» — «実録犯罪史シリーズ 金の戦争 ライフル魔殺人事件» (Fuji TV, 1991)
- «Yo ni mo kimyō na monogatari: Happy birthday to my home» — «世にも奇妙な物語 「ハッピーバースデイ・ツー・マイホーム」» (Fuji TV, 1991)
- «Daikūkō' 92» — «大空港'92» (TV Asahi, 1992）
- «Manatsu no yoru no yume Barcelona-Provence kyōfu kaidō» — «真夏の夜の夢バルセロナ～プロバンス恐怖街道» (Yomiuri TV, 13.08.1992)
- «Doyō waido gekijō» — «土曜ワイド劇場» (TV Asahi)
  - «Bijō goroshi series: Bijō designer goroshi» — «美人殺しシリーズ 美人デザイナー殺し» (1993)
  - «Kisoji satsujin jiken» — «木曽路殺人事件» (13.11.1993)
  - «Kaseifu wa mita! 15» — «家政婦は見た! 15» (1996)
  - «Onsen waka okami no ryojō satsujin suiri» — «温泉若おかみの旅情殺人推理» (1998)
- «Gekisō Sentai Carranger» — «激走戦隊カーレンジャー» (TV Asahi, 1996) — Ёсиэ Тэнма
- «Fujisawa Jūhei no ninjō shigure machi» — «藤沢周平の人情しぐれ町» (NHK, 2001) — Охацу
- «Mito Kōmon, dai 29 bu» — «水戸黄門 第29部» (TBS TV, 2001) — Омаки
- «Onna to ai to mystery» — «女と愛とミステリー» {TV Tokyo, 2004)
- «Niji no kanata» — «虹のかなた» (MBS, 2004)
- «Kazoku zenzai» — «家族善哉» (MBS, 2006)
- «Last Mail 2» — «ラストメール2» (BS Asahi, окт.-дек. 2009)

## Фильмография
- «Подарок для собаки-калеки Гибу» («身障犬ギブのおくりもの») (2002) — Кумико Моригути

## Озвучка аниме
- «Сансиро Сугата» («姿三四郎») (Fuji TV, 1981) — Отоми
- «Обезьянка Джордж» («おさるのジョージ» Osaru no Jōji) (NHK-E, 2006) — рассказчик